# Гордис, Даниэль
Даниэль Гордис (род. 1959) — израильский историк, писатель и консервативный раввин американского происхождения. Почётный член фонда «Корет». Занимал должность старшего вице-президента колледжа «Шалем» (Иерусалим) до своего выхода на пенсию. Автор книг по Израилю и иудаизму, дважды получавший награду «еврейская книга года».
Наряду с научной и писательской карьерой, работал постоянным обозревателем газеты Jerusalem Post и новостного агентства Bloomberg View. The Forward назвал Гордиса «одним из самых уважаемых израильских аналитиков». Гордис также является автором блога и подкаста Israel from the Inside на платформе Substack.

## Биография
Даниэль Гордис родился 5 июля 1959 года в Нью-Йорке, а вырос в Балтиморе, где учился в общественной старшей средней школе. Его отцом был эпидемиолог и профессор Леон Гордис, работавший в Школе общественного здравоохранения Университета Джонса Хопкинса. Его мать, Хадасса Гордис, была клиническим социальным работником. Его дедушкой был раввин Робер Гордис, известный библеист и один из лидеров консервативного иудаизма. Его дядей (братом матери) был профессор Герсон Давид Коэн, занимавший должность канцлера Еврейской теологической семинарии.

## Академическая карьера
Гордис получил степень бакалавра в Колумбийском университете в 1981 году. После этого он получил степень магистра и рукоположение раввина в Еврейской теологической семинарии (Нью-Йорк), принадлежащей к консервативному иудаизму. В 1984 году переехал с женой в штат Калифорния, где он получил докторскую степень в Университете Южной Калифорнии. В 1998 году Даниэль Гордис репатриировался в Израиль.
Гордис стал деканом-основателем Школы раввинских исследований Зиглера при Университете иудаизма, первой школы раввинов на западном побережье США.
С 1998 по 2007 год он работал в Фонде Манделя и Институте лидерства Манделя в Иерусалиме. В 2007 году Гордис поступил на работу в исследовательский центр «Шалем» при колледже «Шалем» в должности старшего вице-президента.

## Публицистические и научные труды и награды
Гордис публиковал статьи в The New York Times, The New Republic, The New York Times Magazine, Moment, Tikkun, The Jerusalem Post, «Гаарец» и «Консервативном иудаизме»; сотрудничал в качестве постоянного колумниста с газетой The Jerusalem Post и новостным агентством Bloomberg View.
В 2009 году получил награду «Еврейская книга года» за книгу «Спасение Израиля: как еврейскому народу выиграть войну, которая может не закончиться никогда». В 2016 году снова получил эту награду, издав книгу «Израиль: история государства».